# Hadrien don Fayel
Hadrien don Fayel est un réalisateur français de films à caractère expérimental.

## Biographie
Hadrien don Fayel, originaire de Tourcoing, a tourné ses premiers courts-métrages en super 16 durant sa formation d’assistant réalisateur au Conservatoire libre du cinéma français (CLCF). 00 :00 en 2006, La fonction humaine (technique mixte) et Celui qui par ses rêves guide le monde, à travers les autres cherche sa voie en 2007.
Avec le documentaire Le cœur parlait, il brosse un portrait de Jean Touzet, secrétaire Général du Festival de Cannes jusqu’en 1981. Il aborde son sujet de manière expérimentale afin de présenter Jean Touzet, responsable administratif, comme un artiste faisant du festival de Cannes une création originale,. En 2008, il co-réalise Echos (59 min), prix Sandcastle Award au Moondance International Film Festival. Ces films ont été sélectionnés dans une trentaine de festivals internationaux en Europe, au Moyen-orient, en Asie et en Amérique du Nord, notamment au Silver City Film Festival, aux rencontres Paris/Berlin/Madrid, au ION international film festival de Los-Angeles et au Moving Image de Toronto.

## Filmographie

### Courts métrages
- 2006 : 00:00
- 2007 : La fonction humaine (co-réalisation)
- 2008 : Celui qui par ses rêves guide le monde, à travers les autres cherche sa voie[8]
- 2008 : Le cœur parlait : portrait de Jean Touzet[9]
- 2008 : Echos (producteur)[10]

### Clips
- 2009 : I Will See You Soon
- 2009 : Frank Bray

## Prix et nominations
- 2008 : Prix Moondance, Sandcastle Award, Best Feature Film
- 2009 : Prix Aurora Award, gold award
  - Dubaï, Émirats arabes unis, Los Angeles, Californie (ION international film festival)[11]
  - Silver City, New Mexico (Silver city film festival)
  - Boulder, Colorado (Moondance international film Festival)[12]
  - Toronto (Moving Image)
  - Memphis (On location international film festival)[13]
  - Houston, Texas (BCIFF)[14]
  - Rockport, Texas (Rockport film festival)
  - San Francisco, Californie (SF By area international children's film festival)
  - Port St Lucie, Floride (Treasure Coast international film festival)
  - Strasbourg, France (Ose ce court)[15]
  - Besançon, France (Besancourt)
  - St Petersburg, Floride (Sunscreen Film festival)[16]
  - Berlin, Madrid, Paris (rencontre international, nouveau cinéma et art contemporain) [17]
  - Millwaukee, Wisconsin (Milwaukee Short film festival) [18]
  - Grenoble, France (festival international Une nuit trop courte)
  - Washington, Columbia (Washougal international film festival)[19]
  - Washington, Columbia (Rappahnnock film festival)[20]
  - Iowa City, Iowa (Landlocked film festvial)[21]
  - Paris, France (Festival des nouveaux cinéma)[22]
  - Kent, Connecticut (Kent film festival)[23]
  - Busan, Corée (Universiade for Digital Content)
  - West Sussex, UK (The End of the Pier international film festival)[24]